# 아래대정맥 판막

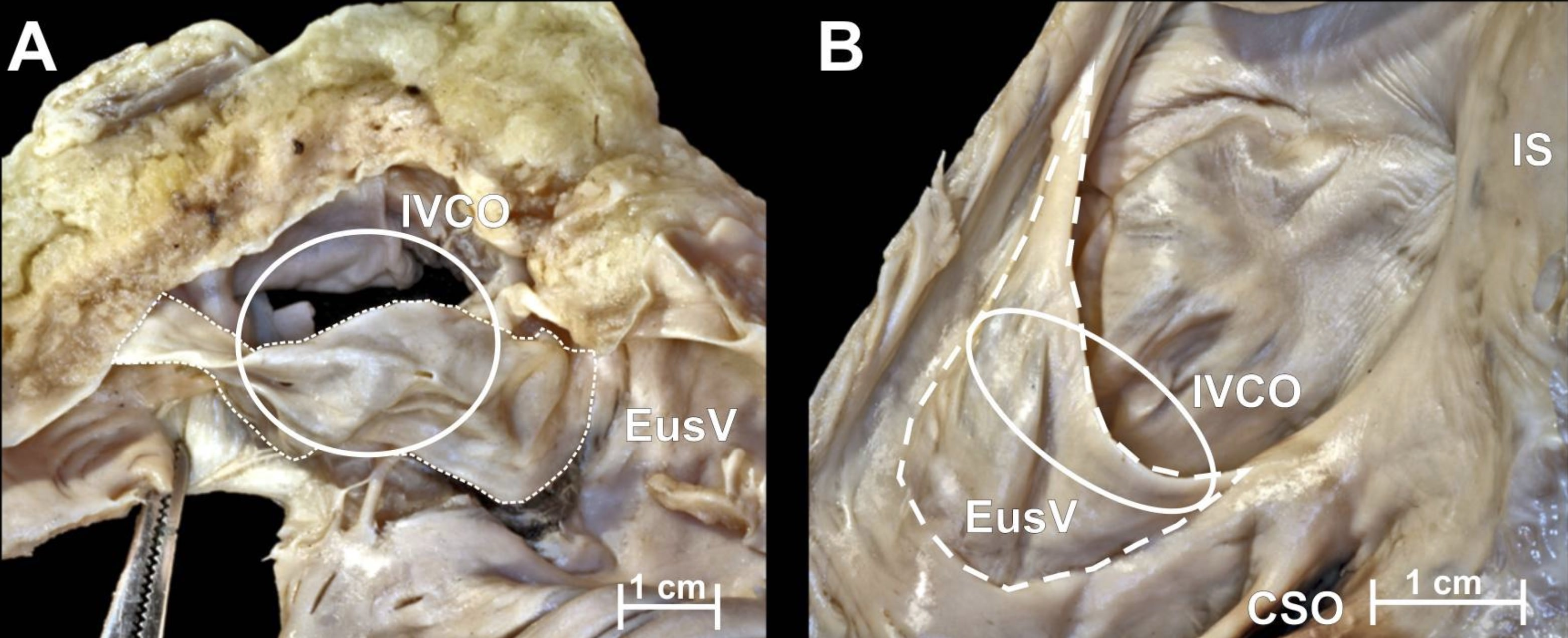
인간의 심장에 존재하는 유스타키오 판막(Eustachian valve, EusV)이 있는 하대정맥 소공(inferior vena cava ostium, IVCO)의 모습.

아래대정맥 판막(valve of the inferior vena cava, 하대정맥판) 또는 유스타키오 판막(Eustachian valve)은 아래대정맥(하대정맥)과 우심방의 교차점에 있는 정맥 판막이다.

## 같이 보기
- 심장판막

## 참조
이 문서는 현재 퍼블릭 도메인에 속하는 그레이 해부학 제20판(1918) page 540의 내용을 기초로 작성된 글이 포함되어 있습니다.